# Sinești (Ialomița)
Sinești es una comuna ubicada en el distrito de Ialomița, Rumania.

## Superficie
Cuenta con una superficie de 68,09 kilómetros cuadrados.

## Demografía
Hasta 2021 la población era de 3372 habitantes, con una densidad de población de 49,52 habitantes por kilómetro cuadrado.